# Goldfields-Esperance

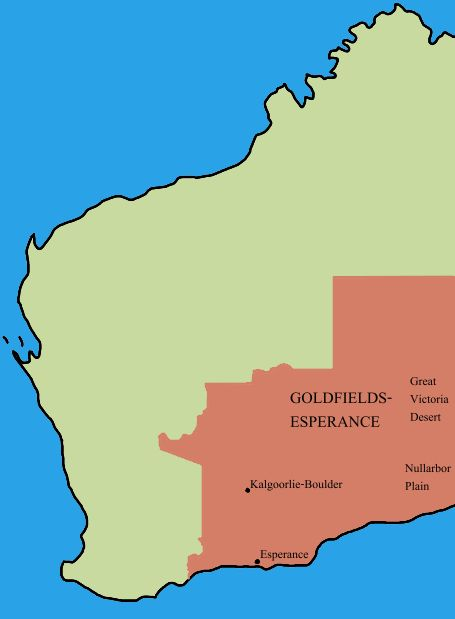
Ubicación de la región Goldfields-Esperance

La región de Goldfields-Esperance es una de las nueve regiones del estado australiano de Australia Occidental. Está ubicada en la esquina sureste del estado, e incluye zonas que se encuentra bajo los gobiernos locales de Coolgardie, Dundas, Esperance, Kalgoorlie-Boulder, Laverton, Leonora, Menzies, Ngaanyatjarraku and Ravensthorpe.
También forma parte de esta región el área a lo largo de la Gran Bahía Australiana hasta la frontera con Australia del Sur, conocida como Nullarbor.
La región de Goldfields-Esperance es la más grande las regiones de Australia Occidental, con un área de 771.276 km. Se trata más que todo de una meseta plana y de baja altitud compuesta de rocas precámbricas muy antiguas que se encuentran estables desde mucho antes que el Paleozoico. Debido a la extrema estabilidad geológica y la ausencia de glaciación desde el Carbonífero, los suelos son extremadamente infértiles y por lo general muy salinos. Como consecuencia de esto, la región cuenta con la relación de ganado por kilómetro cuadrado más baja del mundo: se considera que lo máximo que esta región puede sorportar es de menos de 2 ovejas por kilómetro cuadrado, con la excepción de una pequeña zona más húmeda cerca de Esperance. No existen ríos: toda lluvia que cae que no es absorbida por los densos sistemas de raíces de la flora local se filtra para formar agua subterránea de altísimo contenido salino, muchas veces siendo demasiado salada incluso para ovejas adultas.
El clima es más que todo caliente y seco. La precipitación anual típica es de 250 mm por año y puede variar significativamente, con la excepción de una pequeña zona cerca de Esperance y Cape Arid National Park en donde se puede esperar una precipitación anual de hasta 635 mm, más que todo en los meses de invierno.  Gran parte de la lluvia es producida por tormentas eléctricas en la primavera o el verano o por nubes del noroeste en el otoño y el invierno, aunque algunas veces los ciclones de Pilbara se transforman en depresiones que producen fuertes lluvias.
La población total de la región es de unas 59.000 personas, de las cuales la mitad vive en la ciudad de Kalgoorlie-Boulder. Otro cuarto de los habitantes vive en el municipio de Esperance, y el resto en municipios muy poco poblados. Casi el 10% de los habitantes de la región son de ascendencia aborigen, porcentaje que es sustancialmente más alto que el estado en su conjunto.
La economía de la subregión de Goldfields está basada en la extracción y procesamiento de varios recursos minerales, principalmente oro y níquel. Más al sur, cerca de Esperance, la economía está basada en la agricultura y la pesca, siendo el trigo y la cebada los cultivos más comunes; no obstante, esto requiere el uso de enormes cantidades de fertilizante debido a la naturaleza arenosa de los suelos y representa una amenaza a la gran diversidad de plantas de la región.